# Ruslands fodboldlandshold
Ruslands fodboldlandshold er det nationale fodboldhold i Rusland, og landsholdet bliver administreret af Rossijski Futbolny Sojus. Holdet har deltaget fire gange (1994, 2002, 2014 og 2018) ved VM og seks gange (1996, 2004, 2008, 2012, 2016 og 2020) ved EM. 
Resultater før 1992 hører under Sovjetunionens fodboldlandshold.

## Historie
Efter Sovjetunionens opløsning ved udgangen af 1991 overtog Ruslands fodboldforbund Sovjets plads i FIFA i 1992, tidsnok til at deltage i kvalifikationen til VM i 1994. Russerne formåede i sin første kvalifikationsturnering nogensinde at spille sig til slutrunden i USA. Her blev man slået ud i det indledende gruppespil, hvor man var i pulje med Brasilien, Sverige og Cameroun. På trods heraf blev angriberen Oleg Salenko delt topscorer i turneringen sammen med bulgarernes Hristo Stoitjkov, og satte samtidig VM-rekord, da han scorede fem mål i en og samme kamp, da russerne besejrede Cameroun 6-1 i sidste kamp.
Russerne deltog også ved EM i 1996 i England, hvor man igen blev elimineret efter et hårdt indledende gruppespil, hvor modstanderne var Tjekkiet, Tyskland og Italien. Man fik kun ét point ud af de tre kampe, efter et 3-3 opgør mod tjekkerne.
Efter at have deltaget i de første to slutrunder efter landsholdets oprettelse formåede Rusland ikke at kvalificere sig til hverken VM i 1998 og EM i 2000. Ved VM i 2002 i Sydkorea og Japan var holdet dog igen med i det fine selskab, men igen røg man ud i indledende pulje, hvor modstanderne var Tunesien, Belgien og Japan. Russerne besejrede Tunesien i åbningskampen, men tabte begge de følgende opgør. To år senere deltog holdet også ved EM i Portugal, men for fjerde gang i træk måtte holdet se sig slået ud efter det indledende gruppespil, hvor Grækenland og Portugal tog de to kvartfinalebilletter, mens russerne blev slået ud sammen med Spanien.
Rusland kvalificerede sig ikke til VM i 2006, men var under ledelse af den succesfulde hollænder Guus Hiddink med igen ved EM i 2008 i Østrig og Schweiz. Her lykkedes det for første gang holdet at spille sig videre fra det indledende gruppespil, da man sluttede i sin pulje med Spanien, Sverige og Grækenland sluttede på andenpladsen efter spanierne. I kvartfinalen besejrede russerne efterfølgende Holland 3-1 efter en imponerende indsats, anført af landets nye stjernespiller Andrej Arsjavin. I semifinalen blev holdet dog besejret af de senere vindere fra Spanien.
Kvalifikationen til VM i 2010 blev en stor skuffelse for Rusland, da holdet efter en andenplads i sin gruppe tabte over to playoff-kampe til Slovenien.

## Turneringsoversigt

### Europamesterskaberne
| År   | Værtsland         | Ruslands placering |
| ---- | ----------------- | ------------------ |
| 1996 | England           | Indledende runde   |
| 2000 | Belgien & Holland | Ikke kvalificeret  |
| 2004 | Portugal          | Indledende runde   |
| 2008 | Østrig & Schweiz  | Semifinale         |
| 2012 | Polen & Ukraine   | Indledende runde   |
| 2016 | Frankrig          | Indledende runde   |
| 2020 | Europa            | Kvalificeret       |

### Verdensmesterskaberne
| År   | Værtsland        | Ruslands placering |
| ---- | ---------------- | ------------------ |
| 1994 | USA              | Indledende runde   |
| 1998 | Frankrig         | Ikke kvalificeret  |
| 2002 | Sydkorea & Japan | Indledende runde   |
| 2006 | Tyskland         | Ikke kvalificeret  |
| 2010 | Sydafrika        | Ikke kvalificeret  |
| 2014 | Brasilien        | Indledende runde   |
| 2018 | Rusland          | Kvartfinale        |

### Olympiske lege
| År   | Værtsby                   | Ruslands placering |
| ---- | ------------------------- | ------------------ |
| 1996 | Atlanta, USA              | Ikke kvalificeret  |
| 2000 | Sydney, Australien        | Ikke kvalificeret  |
| 2004 | Athen, Grækenland         | Ikke kvalificeret  |
| 2008 | Beijing, Kina             | Ikke kvalificeret  |
| 2012 | London, Storbritannien    | Ikke kvalificeret  |
| 2016 | Rio de Janeiro, Brasilien | Ikke kvalificeret  |

### FIFA Confederations Cup
| År   | Værtsland        | Ruslands placering |
| ---- | ---------------- | ------------------ |
| 1995 | Saudi-Arabien    | Ikke kvalificeret  |
| 1997 | Saudi-Arabien    | Ikke kvalificeret  |
| 1999 | Mexico           | Ikke kvalificeret  |
| 2001 | Sydkorea & Japan | Ikke kvalificeret  |
| 2003 | Frankrig         | Ikke kvalificeret  |
| 2005 | Tyskland         | Ikke kvalificeret  |
| 2009 | Sydafrika        | Ikke kvalificeret  |
| 2013 | Brasilien        | Ikke kvalificeret  |
| 2017 | Rusland          | Indledende runde   |